# Șostka
Șostka (în ucraineană Шостка) este oraș regional în regiunea Sumî, Ucraina. Deși subordonat direct regiunii, orașul este și reședința raionului Șostka. 

## Demografie
Componența lingvistică a orașului Șostka
     Ucraineană (60,81%)
     Rusă (35,74%)
     Alte limbi (0,1%)
Conform recensământului din 2001, majoritatea populației orașului Șostka era vorbitoare de ucraineană (60,81%), existând în minoritate și vorbitori de rusă (35,74%).